# Zahirne, Huleaipole
Zahirne (în ucraineană Загірне) este un sat în comuna Mîrne din raionul Huleaipole, regiunea Zaporijjea, Ucraina.

## Demografie
Componența lingvistică a localității Zahirne
     Ucraineană (85,71%)
     Rusă (14,29%)
Conform recensământului din 2001, majoritatea populației localității Zahirne era vorbitoare de ucraineană (85,71%), existând în minoritate și vorbitori de rusă (14,29%).